# Alain Pecastaing
Alain Pecastaing, né le 7 juillet 1954, à Dax, est un dirigeant français de rugby à XV. Il préside le club professionnel de l'US Dax de 1996 à 2001 puis de 2013 à 2015.

## Biographie
Originaire de Dax, Alain Pecastaing est licencié à l'US Dax à partir de 1964, et y évolue en tant que centre au sein de l'équipe de rugby à XV. Il est biologiste de formation, et dirige un laboratoire d'analyses médicales.
À partir de la saison 1996-1997, il occupe, en tandem avec Éric August, le poste de président du club de rugby de l'US Dax ; ce dernier décède en exercice le 10 mars 1998. Le poste de président de la section rugby du club omnisports est redéfini en 2000 : Pecastaing occupe ainsi le rôle de président de la SAOS, soit la structure gérant l'équipe professionnelle, tandis que l'association gérant les autres équipes possède à présent son propre dirigeant. Une saison plus tard, le club change de statut pour devenir une SASP, et voit Jean-Patrick Lescarboura succéder à Alain Pecastaing.
En marge de la reconduction de Serge Blanco à la présidence de la Ligue nationale de rugby, le 30 mars 2005, Pecastaing entre au comité directeur de la LNR en tant que l'un des trois représentants des clubs de Pro D2. Trois ans plus tard, dans le cadre de l'assemblée générale du 4 décembre 2008 et dans la suite de l'élection de Pierre-Yves Revol en succession de Serge Blanco, il est nommé comme l'un des cinq représentants des clubs de Top 14. Une saison plus tard, après la conclusion du championnat 2008-2009 qui voit la relégation de l'US Dax en Pro D2, il est remplacé à son poste par Paul Goze.
Dans le cadre des élections municipales de 2008 pour la mairie de Dax, alors âgé de 53 ans, Pecastaing conduit une liste divers droite, « Dax pour tous » ; cette liste est éliminée dès le premier tour, avec 27,22 % des suffrages. Il figurait déjà sur la liste du maire sortant en 1995.
D'octobre 2010 à novembre 2011, il est vice-président de l'Union des clubs professionnels de rugby, syndicat regroupant les clubs professionnels de Top 14 et de Pro D2,.
Alors président du conseil de surveillance de l'US Dax, il prend la succession de Gilbert Ponteins à la présidence du directoire, à compter du 1er juillet 2013. Il annonce quitter ses fonctions à l'issue de sa deuxième saison à ce poste.